# Moorweide bei Stapen
Die Moorweide bei Stapen ist ein FFH-Gebiet in der Gemeinde Beetzendorf im Altmarkkreis Salzwedel in Sachsen-Anhalt.

## Allgemeines
Das FFH-Gebiet ist circa 53 Hektar groß. Es umfasst das Flächennaturdenkmal „Quelliges Wiesenstück bei Hohentramm“. Das FFH-Gebiet ist durch die Landesverordnung zur Unterschutzstellung der Natura 2000-Gebiete im Land Sachsen-Anhalt (N2000-LVO LSA) seit dem 21. Dezember 2018 rechtlich gesichert. Zuständige untere Naturschutzbehörde ist der Altmarkkreis Salzwedel.

## Beschreibung
Das FFH-Gebiet liegt südlich von Salzwedel zwischen den Beetzendorfer Ortsteilen Käcklitz und Klein Gischau. Es umfasst einen Niederungsbereich mit Feuchtwiesen und -weiden, in die Gehölze und Gehölzreihen sowie kleinflächige Wälder mit Erlen und Eschen eingebettet sind. Der Niederungsbereich wird von Gräben durchzogen. Im Norden wird das FFH-Gebiet vom Jeetze-Purnitz-Verbindungsgraben begrenzt bzw. von ihm durchflossen.
Im FFH-Gebiet sind Seggenriede und Hochstaudenfluren zu finden. Die Meldung als FFH-Gebiet erfolgte speziell wegen des Vorkommens von Kriechendem Sellerie als Anhang-II-Art der FFH-Richtlinie. Die Art kann mittlerweile im Gebiet aber nicht mehr nachgewiesen werden.
Das Gebiet ist Lebensraum unter anderem des Fischotters sowie der Fledermausarten Braunes Langohr, Fransenfledermaus und Große Bartfledermaus, die das Gebiet als Nahrungshabitat nutzen.